# Ifanadiana
Ifanadiana est une commune urbaine malgache, chef-lieu du district d'Ifanadiana, située dans la région de Vatovavy.